# 日本証券業協会
日本証券業協会（にほんしょうけんぎょうきょうかい、英: Japan Securities Dealers Association, 略称：JSDA）は、日本の金融商品取引法上の金融商品取引業協会の一つ。

## 概説
日本国内にあるすべての証券会社および登録金融機関（銀行や協同組織金融機関など、有価証券取引を行う金融機関として内閣総理大臣による登録を受けた金融機関）により設立されている国内最大の自主規制機関。
法人の目的は、国内の有価証券市場において、協会員である金融機関が行う証券取引等を円滑かつ公正ならしめ、かつ、投資者の保護に資する自主規制を行うことである。
主に有価証券の店頭市場の管理を中心に業務を行ってきたが、証券不祥事以降は、自主規制機関として証券業者の行為規制を中心とした自主規制規則の制定、外務員登録（外務員資格試験の実施）、会員の監査、処分を行っている。また、業者団体としては、税制改正要望、証券知識の普及等も行っている。
さらに取引所上場銘柄（株式等）の取引所外取引の管理及び債券市場の管理も行い、公社債売買参考統計値の公表等も行っている。また国債の各銘柄の金利は、1998年までは東京証券取引所の統計値から算出されていたが、2010年からは同協会が公表する統計値から算出される。

## 会員種別
定款に以下のように定められている。
1. 会員 
金融商品取引業者のうち、第一種金融商品取引業（次に掲げる業務を除く。以下この条において同じ。）を行う者 
証券会社等
  1. 店頭金融先物取引等に係る業務
  2. 第3条第7号ニ及び同号ホに掲げる取引又はその媒介、取次ぎ若しくは代理に係る業務
  3. 電子記録移転権利又は金融商品取引法施行令第1条の12第2号に規定する権利に係る業務
2. 特定業務会員
金融商品取引業者のうち、第一種金融商品取引業において、次に掲げる業務のみを行う者
　先物業者等
  1. 特定店頭デリバティブ取引等に係る業務
  2. 金商法第29条の4の2第10項に規定する第一種少額電子募集取扱業務（同項第1号に掲げる有価証券に係る業務に限る。）
  3. 商品関連市場デリバティブ取引取次ぎ等に係る業務
3. 特別会員 
金商法第2条第11項に規定する登録金融機関（登録金融機関業務（同法第33条の2に規定する行為のうち、同条第1号（同法第2条第2項の規定により有価証券とみなされる同項各号に掲げる権利に係るものを除く。）、第2号（同法第2条第2項の規定により有価証券とみなされる同項各号に掲げる権利に係るものを除く。）若しくは第3号（特定店頭デリバティブ取引等及び商品関連市場デリバティブ取引取次ぎ等に係るものに限る。）に掲げるもの又は有価証券等管理業務をいう。）を行う者をいう。以下同じ。）　
窓販投信などを扱う銀行等

## 沿革
- 1940年（昭和15年）11月 - 1府県1団体を基準に各地に証券業協会が設立される。東京では「東京府有価証券業協会」が設立され、実質的な日本証券業協会の前身となる。
- 1946年（昭和21年）- 東京府有価証券業協会が東京都有価証券業協会へ名称変更。
- 1947年（昭和22年）- 東京都有価証券業協会が東京証券業協会へ名称変更。
- 1948年（昭和23年）- 証券取引法が制定され、登録証券業協会となる。
- 1949年（昭和24年）5月 - 各府県の証券業協会を全国レベルで束ねる連合組織として、日本証券業協会連合会が設立される。
- 1968年（昭和43年）5月 - 33の証券業協会を10ブロックに統合し、10の証券業協会が設置される。
- 1973年（昭和48年）7月 - 日本証券業協会連合会と各地の証券業協会（当時は10団体）を解散させて、民法上の社団法人である社団法人日本証券業協会が設立される。これにより、構成員たる会員は証券業協会から各証券会社となった。
- 1983年（昭和58年）11月 - 株式店頭市場の改革が行われ、ジャスダック市場誕生。
- 1992年（平成4年）
  - 4月 - 証券取引法の改正が行われ、証券業協会の運営する店頭市場（ジャスダック市場）が店頭売買有価証券市場と規定される。
  - 7月 - 証券取引法が改正されたことに対応して、証券取引法上の認可法人「日本証券業協会」に改組される。
- 1994年（平成6年）4月 - 登録金融機関業務（銀行等による証券業務）を行う金融機関を「特別会員」として加入する制度の創設。
- 1997年（平成9年）7月 - ベンチャー企業育成のための店頭売買取扱有価証券制度（グリーンシート銘柄制度）創設。
- 2000年（平成12年）7月 - 従来大手証券の持ち回りで選任された兼任会長職に関し、自主規制の強化を目的に専任会長制となる。
- 2001年（平成13年）2月 - 株式会社ジャスダックに店頭市場（ジャスダック市場）の運営業務を委託。
- 2004年（平成16年）
  - 7月 - 業者団体としての証券戦略部門（証券戦略会議）と自主規制機関としての自主規制部門（自主規制会議）に機能を同一組織内で分離し、自主規制の強化を図る。
  - 12月 - 株式会社ジャスダックを証券取引所に改組。ジャスダック証券取引所が設立される。
- 2005年（平成17年）4月 - 社団法人証券広報センターを統合する。
- 2007年（平成19年）9月 - 証券取引法が改正され金融商品取引法となったことに対応して、金融商品取引法上の認可金融商品取引業協会「日本証券業協会」となる。
- 2010年（平成22年）1月 - 自主規制業務の一部である苦情あっせん業務等をFINMACに委託する。
- 2011年（平成22年）7月 - 金融証券教育に注力するため、金融・証券教育委員会を設置。
- 2013年（平成25年）2月 - 反社会的勢力の証券市場への参入を阻止するため、反社情報照会システムを稼働。
- 2015年（平成27年）7月 - 店頭デリバティブ専業業者などを取り込む「特定業務会員」制度を創設。
- 2018年（平成30年）3月 - グリーンシート銘柄制度廃止。

## 証券取引等監視委員会との関係
同協会が証取法上の認可団体となったのと同年の1992年に設置され、現在は内閣府外局の金融庁が所管する証券取引等監視委員会との間では、定期的又は随時に緊密な情報交換が行われている。委員会は内閣総理大臣、金融庁長官又は財務大臣に対し必要施策を建議する権利に基づき、日本証券業協会の自主規制規則の改正要請や個別証券会社への独自勧告も行っている（アナリスト・レポートの取扱い方法の改善やインサイダー防止施策の強化など）。
同委員会は2004年には、日本証券業協会の活動内容ともに、個別証券会社や他自主規制機関（大阪証券取引所など）には未だ企業コンプライアンスの不徹底が窺えることを報告した。
ただし、2018年現在、証券取引等監視委員会の委員3名のうち、1名は大和証券SMBC事業調査部長で大和総研専務理事の引頭麻実（2016年10月25日衆議院承認）が、また日本証券業協会の会長には、大和証券グループ本社の元代表取締役 会長・執行役だった鈴木茂晴（現在は専任会長）が就任しており（2017年7月1日、同協会理事会の推薦と総会選挙により就任）、規制する側に大和証券グループ本社出身の人物が人事されている。
なお2017年には、証券取引等監視委員会の前任委員の野村ホールディングスへの天下り問題が問題視された。